# Benizalón
Benizalón er en by og kommune i det sydøstlige Spanien i provinsen Almería. Den har et indbyggertal på 252 (2024) indbyggere.